# Peseshet
Peseshet, que viveu durante a Quarta Dinastia, é considerada a primeira mulher médica do Antigo Egito, embora outra, Merit Ptah tenha vivido antes. Recebeu o título de a "supervisora das mulheres médicas,"  mas se ela mesma era médica é incerto . Tinha um filho, Akhethetep, em cuja mastaba em Giza foi encontrada a sua stela pessoal.
Ela deve ter se graduado como parteira  numa antiga escola médica no Egito em Saís; a profissão de parteira deve ter existido, embora nenhum termo egípcio antigo seja conhecido. A Bíblia Hebraica – enquanto sendo uma referência documental mas não um fonte de eventos históricos comprováveis anteriores ao século VII a.C. – refere-se a parteiras em Êxodo 1,16.